# Rond Rochet
Rond Rochet är en kulle i Schweiz. Den ligger i distriktet Franches-Montagnes och kantonen Jura, i den västra delen av landet, 50 km nordväst om huvudstaden Bern. Toppen på Rond Rochet är 1 137 meter över havet.